# Контейнеровоз
Контейнеровоз (контейнерне судно) — спеціалізоване суховантажне судно, призначене для перевезення вантажів у контейнерах — стандартних резервуарах багаторазового використання. Довжина контейнеровоза становить від 70 до 400 м, одночасно може перевозити від 250 до 20.000 20-ти футових контейнерів (TEU). Автоматизація суден такого типу є на достатньо високому рівні, тому екіпаж контейнеровоза складає від 10 до 26 осіб.

## Виникнення та розвиток контейнеровозів
Перші контейнеровози з'явилися на початку 1950-х внаслідок значного збільшення морських міжнародних перевезень вантажів. Перевезення вантажів у контейнерах дозволило забезпечити їх зберігання, значне збільшення швидкості їх доставки споживачу і можливість створення єдиної транспортної системи. В 1964 році Міжнародна організація зі стандартизації (ISO) ввела стандарт на розміри контейнерів, що дало новий поштовх для використання контейнеровозів. Судна стали проектувати під конкретні контейнери.

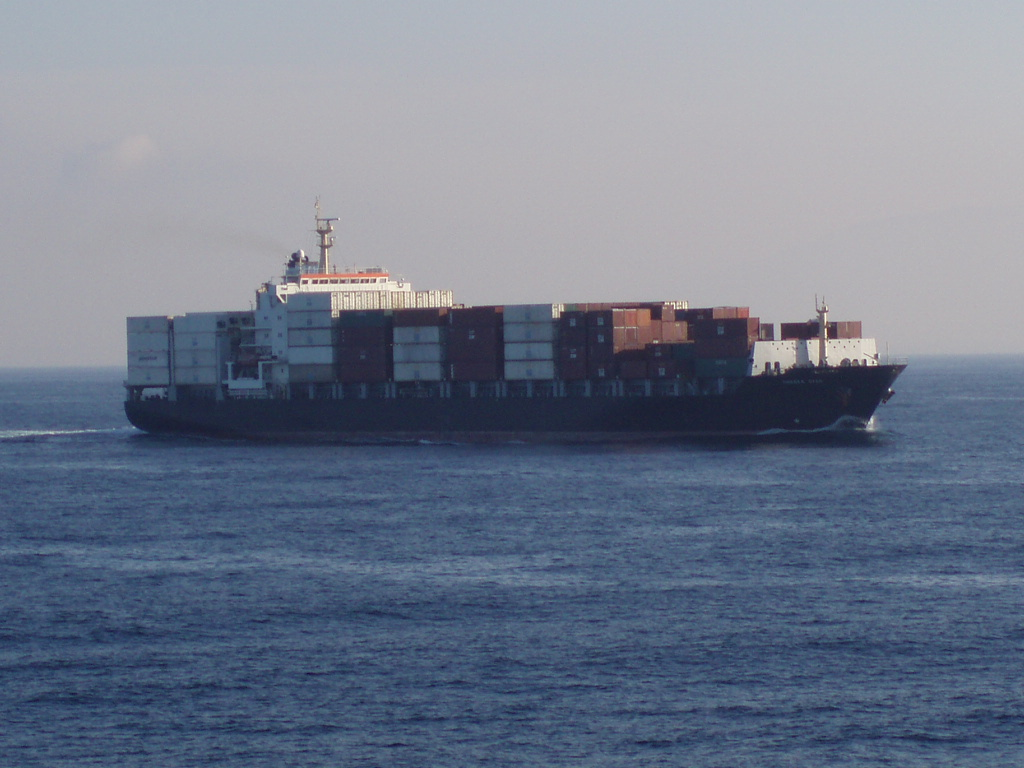
Контейнеровоз

З 2006 по 2012 найбільшим контейнерним судном було Емма Маерск, що належить найбільшому глобальному перевізнику компанії Maersk Line. Його контейнеромісткість складає 15500 ТЕU, довжина — 397 м, ширина — 56,4 м, осадка — 15,5 м, а висота над ватерлінією — приблизно 60 м. У 2012 вступив в експлуатацію контейнеровоз «Marco Polo» довжиною 396 м, шириною — 53,6 м, вантажопідйомністю — 16020 контейнерів.
У 2013 компанія Maersk Line отримала виготовлене на «Daewoo Shipbuilding & Marine Engineering» (DSME) судно «Maersk Mc-Kinney Moller» довжиною 400 м та максимальною місткістю стандартних контейнерів 18300 одиниць.
У березні 2017 судно «MOL Triumph» (IMO: 9769271, перше з 4-х суден серії MOL 20.000-TEU-Typ), компанії Mitsui O.S.K. Lines, збудований корабельнею Samsung Heavy Industries, перетнуло межу у 20.000 стандартних (TEU) 20-футових контейнерів. Розміри судна: довжина 400 м, ширина 59 м, висота 76 м, осадка 13,4 м (15,4 м навантажене), вантажопідйомність 196.878 т, місткість 20.170 (TEU) контейнерів.
Станом на 2011 рік контейнерний флот світу був третім за тоннажем (13,2 %), після балкерного флоту (38,1 %) і нафтових танкерів (34,0 %).

## Особливості контейнеровозів

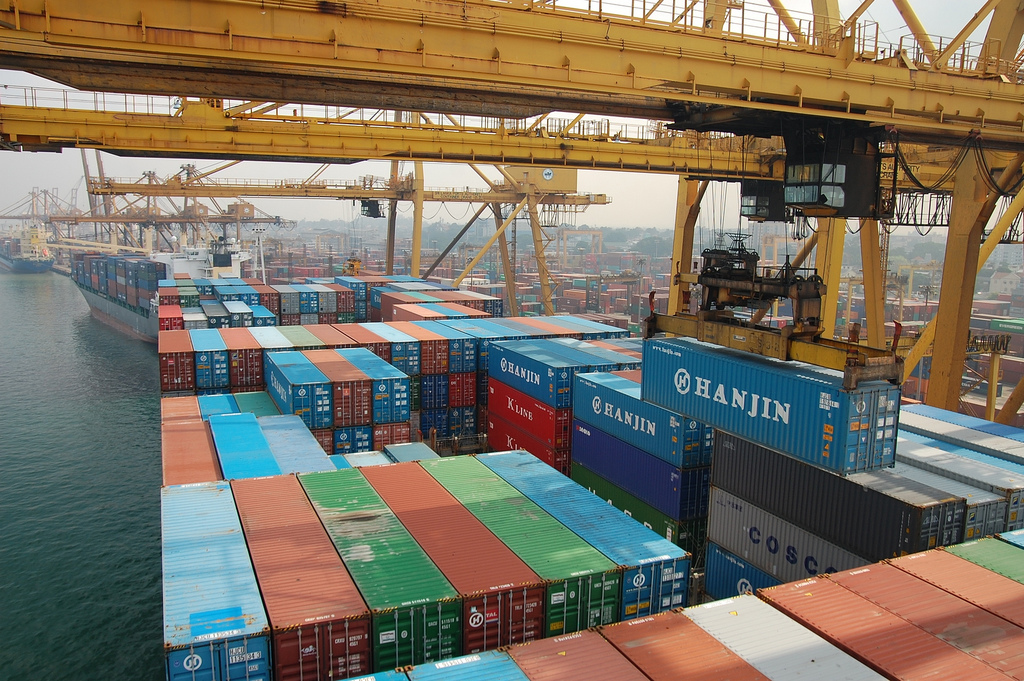
Порт Коломбо (Шрі Ланка)

Сучасні контейнеровози мають повне розкриття палуби, конструкції для фіксації контейнерів роблять пористими, на палубі перевозиться до 60 % вантажу (до восьми рядів у висоту, в проектах — до дев'яти). Нові контейнеровози можуть не мати люкових закриттів, у них контейнери з трюму підносяться над палубою, що дозволяє збільшити місткість суден і скоротити час вантажних операцій. Такі судна мають потужні насоси для викачування води, що потрапляє в їхні трюми під час шторму або дощу.
Для забезпечення належної остійності судна у бортові танки приймається баласт. У контейнеровозах передбачені пасивні заспокоювачі хитавиці (цистерни з перетоком), а також танки для автоматичного регулювання крену при вантажних роботах.

## Використання контейнеровозів
Скорочення часу стоянки під час вантажних операцій робить провізну здатність контейнеровоза вдвічі вищою за провізну здатність звичайного суховантажного судна. Це компенсує витрати на перевезення самих контейнерів.
Контейнерні судна діляться на два типи:
- фідерні контейнеровози — невеликої контейнеромісткості, здійснюють перевезення на середню й малу відстані між великими пунктами обробки контейнерів та портами місцевого значення.
- лінійні контейнеровози — використовуються на трансатлантичних лініях і лініях з великими вантажопотоками.